# Anissa Jones
Anissa Jones, née le 11 mars 1958 dans le comté de Tippecanoe (Indiana), et morte le 28 août 1976, est une actrice américaine.

## Biographie

### Enfance
Mary Anissa Jones naît le 11 mars 1958 dans le comté de Tippecanoe (Indiana). Elle commence la danse à deux ans.

### Carrière
Elle passe une audition à six ans pour une publicité vantant des céréales, qui est sa première apparition à la télévision,.
A huit ans, elle obtient un rôle dans la série Cher oncle Bill, qui la rend très populaire. Son personnage, une petite orpheline élevée avec son jumeau et sa sœur adolescente par un oncle, est inséparable d'une poupée, Mlle Pétronille (en anglais : Mrs Beasley). Anissa touche une forte somme d'argent à ses 18 ans pour sa participation dans la série et emménage avec son frère Paul dans leur propre appartement.

### Mort
Elle est retrouvée morte à la suite d'une fête.

## Filmographie
Sauf indication contraire, les informations mentionnées dans cette section peuvent être confirmées par la base de données cinématographiques IMDb,  présente dans la section « Liens externes ».

### Cinéma
- 1969 : The Trouble with Girls : Carol

### Télévision
- 1966-1971 : Cher oncle Bill (Family Affair) (série télévisée) : Ava Elizabeth Buffy Patterson-Davis
- 1970 : To Rome with Love (série télévisée) : Buffy Davis